# Мозочок

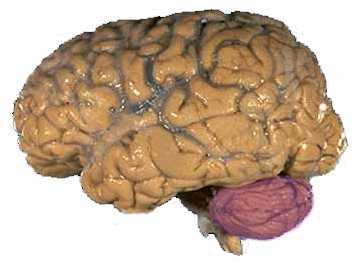
Препарат мозку людини. Червоним виділено мозочок

Мозочок (лат. cerebellum — дослівно «малий мозок») — відділ головного мозку хребетних, що відповідає за координацію рухів, регуляцію рівноваги і м'язового тонусу. У людини розташований позаду від довгастого мозку і варолієвого моста, під потиличними частками півкуль головного мозку. За допомогою трьох пар ніжок мозочок отримує інформацію з кори головного мозку, базальних гангліїв екстрапірамідальної системи, стовбура головного мозку і спинного мозку. У різних таксонів хребетних взаємовідносини з іншими відділами головного мозку можуть варіюватись.
У хребетних, що володіють корою великих півкуль, мозочок являє собою функціональне відгалуження головної осі «кора великих півкуль — спинний мозок». Мозочок отримує копію аферентної інформації, що передається від спинного мозку до кори півкуль головного мозку, а також еферентної — від рухових центрів кори півкуль до спинного мозку. Перша сигналізує про поточний стан регульованої змінної (м'язовий тонус, положення тіла і кінцівок у просторі), а друга дає уявлення про потрібний кінцевий стан змінної. Співвідносячи першу і другу, кора мозочка може прораховувати помилку, про яку повідомляють рухові центри. Таким чином мозочок безперебійно коригує і самовільні і автоматичні рухи.
Хоч мозочок і пов'язаний з корою головного мозку, його діяльність не контролюється свідомістю.

## Порівняльна анатомія та еволюція

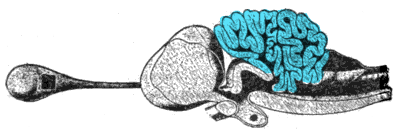
Мозок акули. Мозочок виділено синім

Мозочок філогенетично розвинувся у багатоклітинних організмів унаслідок вдосконалення самовільних рухів і ускладнення структури керування тілом. Взаємодія мозочка з іншими відділами центральної нервової системи дозволяє даній ділянці мозку забезпечити точні і координовані рухи тіла при різних зовнішніх умовах.
У різних групах тварин, мозочок сильно варіює за розміром і формою. Ступінь його розвитку корелює зі ступенем складності рухів тіла.
Мозочок присутній у представників усіх класів хребетних, у тому числі і круглоротих, у яких він міняє форму поперечної пластинки, що перекидається через передній відділ ромбоподібної ямки.
Функції мозочка є схожими у всіх класів хребетних, включаючи риб, рептилій, птахів і ссавців. Навіть у головоногих молюсків присутнє схоже мозкове утворення.
Існують значні різноманіття форми і розмірів у різних біологічних видів. Наприклад, мозочок нижчих хребетних з'єднаний із заднім мозком неперервною пластинкою, у якій пучки волокон анатомічно не виділяються. У ссавців ці пучки формують три пари структур, що називаються ніжками мозочка. Через ніжки мозочка відбуваються зв'язки мозочка з іншими відділами центральної нервової системи.

### Круглороті та риби
Мозочку притаманний найбільший діапазон мінливості серед сенсомоторних центрів мозку. Він розташований біля переднього краю заднього мозку і може досягати величезних розмірів, закриваючи собою весь головний мозок. Його розвиток залежить від декількох обставин. Найбільш очевидна пов'язана з пелагічним способом життя, хижацтвом або здатністю до ефективного плавання в товщі води. Найбільшого розвитку мозочок досягає у пелагічних акул. У нього формуються справжні борозни і звивини, які відсутні у більшості кісткових риб. У цьому випадку, розвиток мозочка викликаний складним рухом акул у тривимірному середовищі світового океану. Вимоги до просторової орієнтації є занадто великими, щоб це не відбилося на нейроморфологічному забезпеченні вестибулярного апарату і сенсомоторної системи. Цей висновок підтверджується дослідженням мозку акул, що ведуть придонний спосіб життя. У акули-няньки немає розвиненого мозочка, а порожнина IV шлуночка повністю відкрита. Її середовище існування і спосіб життя не пред'являє таких жорстких вимог, як у довгокрилої акули. Наслідком стали відносно скромні розміри мозочка.
Внутрішня структура мозочка у риб відрізняється від людської. Мозочок риб не містить глибоких ядер, відсутні клітини Пуркіньє.
Для міксин і міног як просторова орієнтація, так і контроль за високими швидкостями руху не мають важливого біологічного значення. Будучи паразитичними тваринами або некрофагами, круглороті не потребують складної координації рухів, що відбиває будова їх мозочка. У круглоротих він практично не відрізняється від структур стовбура мозку. Структури мозочка у даних організмів представлені парними ядрами, які відповідають архи- і палеоцеребелуму людини.
Розміри і форма мозочка у первинноводних хребетних можуть відрізнятись не тільки у зв'язку з пелагічним або відносно осілим способом життя. Оскільки мозочок є центром аналізу соматичної чутливості, він бере найбільш активну участь в обробці електрорецепторних сигналів. Електрорецепцією володіє дуже багато первинноводних хребетних (70 видів риб володіють розвиненими електрорецепторами, 500 — можуть генерувати електричні розряди різної потужності, 20 здатні як генерувати, так і рецептувати електричні поля). У всіх риб, що володіють електрорецепцією, мозочок розвинений надзвичайно добре. Якщо основною системою аферентації стає електрорецепція власного електромагнітного поля або зовнішніх електромагнітних полів, то мозочок починає виконувати роль сенсорного і моторного центру. Часто розміри мозочка у них є настільки великими, що закривають із дорзальної (задньої) поверхні весь мозок.
Багато видів хребетних мають ділянки мозку, які є подібними з мозочком у плані клітинної цитоархитектоніки і нейрохімії. Більшість видів риб і земноводних мають бокову лінію — орган, що вловлює зміни тиску води. Ділянка мозку, яка отримує інформацію з бокової лінії, так зване октаволатеральне ядро, має подібну з мозочком структуру.

### Земноводні та плазуни
У земноводних мозочок розвинений слабо і складається із вузької поперечної пластинки над ромбоподібною ямкою. У плазунів відзначається збільшення розмірів мозочка, що має еволюційне обґрунтування. Підходящим середовищем для формування нервової системи у рептилій могли стати гігантські кам'яновугільні завали, що складаються переважно із плаунів, хвощів і папоротей. В таких багатометрових завалах із прогнилих або порожнистих стовбурів дерев могли скластись ідеальні умови для еволюції плазунів. Сучасні поклади кам'яного вугілля прямо свідчать про те, що такі завали із стовбурів дерев були дуже широко розповсюджені і могли стати масштабним перехідним середовищем земноводних до плазунів. Щоб скористатись біологічними перевагами деревних завалів, було потрібно набути декілька особливих характеристик. По-перше, було необхідно навчитись добре орієнтуватись у тривимірному просторі. Для земноводних це нелегке завдання, оскільки їх мозочок є досить невеликим. Навіть у спеціалізованих деревних жаб, які є тупиковою гілкою еволюції, мозочок є набагато меншим, ніж у плазунів. У плазунів формуються нейрональні взаємозв'язки між мозочком і корою головного мозку.
Мозочок у змій та ящірок, як і у земноводних, перебуває у вигляді вузької вертикальної пластинки над переднім краєм ромбоподібної ямки; у черепах і крокодилів він є набагато ширшим. При цьому, у крокодилів його середня частина відрізняється величиною і випуклістю.

### Птахи
Мозочок птахів складається із великої задньої частини та двох маленьких бокових придатків. Він повністю покриває ромбоподібну ямку. Середня частина мозочка поперечними борознами розділяється на численні листочки. Відношення маси мозочка до маси усього головного мозку є найбільшим у птахів. Це пов'язано з необхідністю у швидкій і точній координації рухів у польоті.
У птахів мозочок складається із масивної середньої частини (черв'яка), що перетинається, переважно, 9 звивинами, і двох невеликих часток, які є гомологічними жмутку мозочка ссавців, в тому числі і людини. Для птахів характерна досконалість вестибулярного апарату і системи координації рухів. Наслідком інтенсивного розвитку координаційних сенсомоторних центрів стала поява великого мозочка із справжніми складками — борознами і звивинами. Мозочок птахів став першою структурою головного мозку хребетних, яка б мала кору і складчасту будову. Складні рухи в тривимірному просторі стали причиною розвитку мозочка птахів як сенсомоторного центру координації рухів.

### Ссавці
Характерною рисою мозочка ссавців є збільшення бокових частин мозочка, які, в основному, взаємодіють з корою головного мозку. В контексті еволюції, збільшення бокових частин мозочка (неоцеребелума) проходить разом із збільшенням лобових часток кори головного мозку.
У ссавців мозочок складається із черв'яка і парних півкуль. Для ссавців також характерне збільшення площі поверхні мозочка за рахунок формування борозен і складок.
У однопрохідних, як і у птахів, середній відділ мозочка переважає над боковими, які розташовані у вигляді незначних придатків . У сумчастих, неповнозубих, рукокрилих і гризунів середній відділ не поступається боковим. Тільки у хижих і копитних бокові частини є більшими середнього відділу, формуючи півкулі мозочка. У приматів середній відділ, у порівнянні з півкулями, є досить нерозвиненим.
У попередників людини і лат. homo sapiens часу плейстоцену, збільшення лобових часток проходило швидшими темпами у порівнянні з мозочком.

## Анатомія мозочка людини

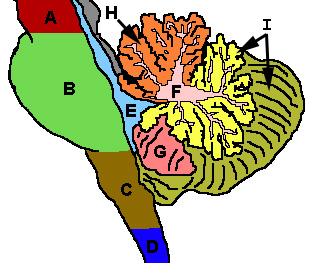
Схема мозочка і сусідніх з ним структур головного мозку:
А. Середній мозок
B. Вароліїв міст
С. Довгастий мозок
D. Спинний мозок
Е. Четвертий шлуночок
F. «Дерево життя» мозочка
G. Мигдалина мозочка
H. Передня частка мозочка
I. Задня частка мозочка

Особливістю мозочка людини є те, що він, так як і головний мозок, складається із правої і лівої півкулі (лат. hemispheria cerebelli) та непарної структури, що їх з'єднує — «черв'яка» (лат. vermis cerebelli). Мозочок займає майже всю задню черепну ямку. Поперечний розмір мозочка (9-10 см) є значно більшим, ніж його передньо-задній розмір (3-4 см).
Маса мозочка у дорослого коливається від 120 до 160 грам. До моменту народження мозочок розвинений меншою мірою, у порівнянні з півкулями головного мозку, але на першому році життя він розвивається швидше інших відділів мозку. Виражене збільшення мозочка відзначається між 5-им та 11-им місяцями життя, коли дитина вчиться сидіти і ходити. Маса мозочка немовляти складає близько 20 грам, у 3 місяці вона збільшується вдвічі, у 5 місяців збільшується у 3 рази, наприкінці 9-го місяця — у 4 рази. Потім мозочок росте повільніше, і до 6- ти років його маса досягає нижньої межі норми дорослої людини — 120 грам.
Зверху над мозочком лежать потиличні частки півкуль головного мозку. Мозочок відмежований від великого мозку глибокою щілиною, у яку вклинюється відросток твердої оболони головного мозку — намет мозочка (лат. tentorium cerebelli), натягнутий над задньою черепною ямкою. Спереду від мозочка розташований міст і довгастий мозок.
Черв'як мозочка коротший, ніж півкулі, тому на відповідних краях мозочка утворюються вирізки: на передньому краю — передня, на задньому краю — задня. Найбільш виступаючі ділянки переднього та заднього країв утворюють відповідні передній і задній кути, а найбільш виступаючі латеральні ділянки — латеральні кути.
Горизонтальна щілина (лат. fissura horizontalis), що іде від середніх ніжок мозочка до задньої вирізки мозочка, розділяє кожну півкулю мозочка на дві поверхні: верхню, що косо спускається по краях і відносно рівну, та випуклу нижню. Своєю нижньою поверхнею мозочок прилягає до довгастого мозку, так що останній втиснений у мозочок, утворюючи впинання — долинку мозочка (лат. vallecula cerebelli), на дні якої розташовується черв'як.
На черв'яку мозочка розрізняють верхню та нижню поверхні. Борозни, що йдуть вздовж по боках черв'яка відмежовують його від півкуль мозочка: на передній поверхні — мілкіші, на задній — глибші.
Мозочок складається із сірої та білої речовини. Сіра речовина півкуль і черв'яка мозочка, що розташована у поверхневому шарі, формує кору мозочка (лат. cortex cerebelli), а накопичення сірої речовини у глибині мозочка — ядра мозочка (лат. nuclei cerebelli). Біла речовина — мозкове тіло мозочка (лат. corpus medullare cerebelli), залягає в товщі мозочка і при посередництві трьох пар мозочкових ніжок (верхніх, середніх і нижніх) зв'язує сіру речовину мозочка із стовбуром головного мозку і спинним мозком.

### Черв'як
Черв'як мозочка керує позою, тонусом, підтримуючими рухами і рівновагою тіла. Дисфункція черв'яка у людини проявляється у вигляді статико-локомоторної атаксії (порушення стояння і ходьби).

### Частки
Поверхні півкуль і черв'яка мозочка поділяються більш або менш глибокими щілинами мозочка (лат. fissurae cerebelli) на різні по величині численні дугоподібно вигнуті листки мозочка (лат. folia cerebelli), більшість яких розташовуються майже паралельно один одному. Глибина цих борозен не перевищує 2,5 см. Якщо б було можливо розправити листки мозочка, то площа його кори склала би 17 х 120 см. Групи звивин формують окремі частки мозочка. Однойменні частки обох півкуль розмежовані одною ж борозною, яка переходить через черв'яка з однієї півкулі на іншу, в результаті цього двом — правій та лівій — однойменним часткам півкуль відповідає певна частка черв'яка.
Окремі частки формують частини мозочка. Таких частин є три: передня, задня та клаптико-вузликова.
| Частки черв'яка                            | Частки півкуль                                                                   |
| ------------------------------------------ | -------------------------------------------------------------------------------- |
| язичок мозочка (лат. lingula cerebelli)    | вуздечок язичка (лат. vinculum linguale)                                         |
| центральна частка (лат. lobulus centralis) | крило центральної частки (лат. ala lobuli centralis)                             |
| верхівка (лат. culmen)                     | передня чотирикутна частка (лат. lobulis quadrangularis anterior)                |
| схил (лат. declivus)                       | задня чотирикутна частка (лат. lobulis quadrangularis posterior)                 |
| лист черв'яка (лат. folium vermis)         | верхня та нижня півмісячні частки (лат. lobuli semilunares superior et inferior) |
| горб черв'яка (лат. tuber vermis)          | тонка частка (лат. lobulis gracilis)                                             |
| піраміда (лат. pyramis)                    | двочеревцева частка (лат. lobulus biventer)                                      |
| язичок (лат. uvula)                        | мигдалина (лат. tonsilla з біляклаптевим виступом (лат. paraflocculus)           |
| вузлик (лат. nodulus)                      | клаптик (лат. flocculus)                                                         |

Черв'як та півкулі покриті сірою речовиною (корою мозочка), всередині якої знаходиться біла речовина. Біла речовина розгалужуючись, проникає у кожну звивину у вигляді білих смуг (лат. laminae albae). На стрілоподібних зрізах мозочка видно своєрідний малюнок, що отримав назву «дерево життя» (лат. arbor vitae cerebelli). Всередині білої речовини залягають підкіркові ядра мозочка.
Із сусідніми мозковими структурами мозочок з'єднується посередництвом трьох пар ніжок. Ніжки мозочка (лат. pedunculi cerebellares) являють собою системи привідних шляхів, волокна яких йдуть у напрямку до мозочка і від нього:
1. Нижні мозочкові ніжки (лат. pedunculi cerebellares inferiores) йдуть від довгастого мозку до мозочка.
2. Середні мозочкові ніжки (лат. pedunculi cerebellares medii) — від варолієвого моста до мозочка.
3. Верхні мозочкові ніжки (лат. pedunculi cerebellares superiores) — спрямовуються до середнього мозку.

### Ядра
Ядра мозочка являють собою парні скупчення сірої речовини, що залягають в товщі білої, ближче до середини, тобто черв'яка мозочка. Розрізняють такі ядра:
1. Зубчасте ядро (лат. nucleus dentatus) залягає в присередньо-нижніх ділянках білої речовини. Це ядро являє собою хвилеподібно зігнену пластинку сірої речовини з невеликою перервою в присередній ділянці, яка називається воротами зубчастого ядра (лат. hilum nuclei dentait). Зубчасте ядро схоже на ядро оливи. Ця подібність не є випадковою, оскільки обидва ядра з'єднані провідними шляхами, оливо-мозочковими волокнами (лат. fibrae olivocerebellares), і кожна закрутка оливного ядра є аналогічною закрутці іншого.
2. Коркоподібне ядро (лат. nucleus emboliformis) розташоване присередньо і паралельно зубчастому ядру.
3. Кулеподібне ядро (лат. nucleus globosus) залягає дещо присередніше коркоподібного ядра і на розрізі може бути представлене у вигляді декількох невеликих кульок.
4. Ядро шатра (лат. nucleus fastigii) локалізується в білій речовині черв'яка, по обидва боки від його серединної площини, під часточкою язичка і центральною часточкою, у даху IV шлуночка.

Ядро шатра, будучи найбільш медіальним, розташовується по боках від серединної лінії в ділянці, де у мозочок втискається шатро (лат. fastigium). Бічніше від нього знаходиться відповідно кулеподібне, коркоподібне і зубчасте ядра. Ці ядра мають різний філогенетичний вік: nucleus fastigii відноситься до стародавньої частини мозочка (лат. archicerebellum), з'єднаної з вестибулярним апаратом; nuclei emboliformis et globosus - до старої частини (лат. paleocerebellum), що виникла у зв'язку з рухами тулуба, и nucleus dentatus — до нової (лат. neocerebellum), що розвинулась у зв'язку з переміщенням за допомогою кінцівок. Тому при пошкодженні кожної з цих частин порушуються різні сторони рухової функції, що відповідають різним стадіям філогенезу, а саме: при пошкодженні archicerebellum порушується рівновага тіла, при пошкодженнях paleocerebellum порушується робота м'язів шиї та тулуба, при пошкодженні neocerebellum — робота м'язів кінцівок.
Ядро шатра розташоване у білій речовині черв'яка, решта ядер залягає у півкулях мозочка. Практично вся інформація, що виходить з мозочка переключається на його ядра (за винятком зв'язку клубочково-вузликової часточки з вестибулярним ядром Дейтерса).